# Lista de telenovelas da Televisa na década de 1970

Ardiente secreto e Cumbres Borrascosas foram inspiradas em roteiros da escritora e poeta britânica Charlotte Brontë.

A seguir, uma lista de telenovelas produzidas pela Televisa na década de 1970.

## Telenovelas por ano
| #   | Ano  | Título                            | Autoria               | Produtor executivo    | Ref.    |
| --- | ---- | --------------------------------- | --------------------- | --------------------- | ------- |
| 252 | 1970 | Angelitos negros                  | Joselito Rodríguez    | Valentín Pimstein     | [ 1 ]   |
| 253 | 1970 | Aventura                          | Mimí Bechelani        | Manolo García         | [ 2 ]   |
| 254 | 1970 | La Constitución                   | Narciso Busquets      | Ernesto Alonso        | [ 3 ]   |
| 255 | 1970 | Cosa juzgada                      | Luz María Aguilar     | Miguel Córcega        | [ 4 ]   |
| 256 | 1970 | La cruz de Marisa Cruces          | Carlos Bracho         | Raúl Araiza           | [ 5 ]   |
| 257 | 1970 | El dios de barro                  | Fernanda Villeli      | Luis Aragón           | [ 6 ]   |
| 258 | 1970 | Encrucijada                       | Jacqueline Andere     | Antulio Jiménez Pons  | [ 7 ]   |
| 259 | 1970 | La Gata                           | Inés Rodena           | Valentín Pimstein     | [ 8 ]   |
| 260 | 1970 | Magdalena                         | Magda Guzmán          | Hugo Cervantes        | [ 9 ]   |
| 261 | 1970 | El mariachi                       | Cuco Sánchez          | Fernando Wagner       | [ 10 ]  |
| 262 | 1970 | Mariana                           | Irma Lozano           | Enrique Aguilar       | [ 11 ]  |
| 263 | 1970 | El precio de un hombre            | Caridad Bravo Adams   | Miguel Córcega        | [ 12 ]  |
| 264 | 1970 | Rafael                            | Angelines Fernández   | Enrique Aguilar       | [ 13 ]  |
| 265 | 1970 | La sonrisa del diablo             | Maricruz Olivier      | Ernesto Alonso        | [ 14 ]  |
| 266 | 1970 | Yesenia                           | Yolanda Vargas Dulché | Valentín Pimstein     | [ 15 ]  |
| 267 | 1970 | Y volveré                         | Irma Lozano           | Ernesto Alonso        | [ 16 ]  |
| 268 | 1971 | El amor tiene cara de mujer       | Nené Cascallar        | Valentín Pimstein     |         |
| 269 | 1971 | Cristo Negro                      | Enrique Lizalde       | Tony Carbajal         | [ 17 ]  |
| 270 | 1971 | El derecho de los hijos           | Silvia Derbez         | Ernesto Alonso        | [ 18 ]  |
| 271 | 1971 | Historia de un amor               | Jorge Mistral         | Manolo García         | [ 19 ]  |
| 272 | 1971 | Lucía Sombra                      | David Antón           | Fernanda Villeli      | [ 20 ]  |
| 273 | 1971 | La maestra Mendez                 | Lucía Mendez          | Ernesto Alonso        | [ 21 ]  |
| 274 | 1971 | La maldición de la blonda         | Gloria Marín          | Fernando Wagner       | [ 22 ]  |
| 275 | 1971 | Las máscaras                      | Marga López           | Ernesto Alonso        | [ 23 ]  |
| 276 | 1971 | Mis tres amores                   | David Antón           | Antulio Jiménez Pons  | [ 24 ]  |
| 277 | 1971 | Muchacha italiana viene a casarse | Marissa Garrido       | Ernesto Alonso        | [ 25 ]  |
| 278 | 1971 | Pequeñeces                        | David Bravo           | Joaquín Cordero       | [ 26 ]  |
| 279 | 1971 | El profesor particular            | Luz María Aguilar     | Manolo García         | [ 27 ]  |
| 280 | 1971 | La recogida                       | Julio Porter          | Fernando Wagner       | [ 28 ]  |
| 281 | 1971 | Rosas para Verónica               | Ignacio López Tarso   | Carlos Barrios Porras | [ 29 ]  |
| 282 | 1971 | Sublime redención                 | Alicia Bonet          | Rafael Banquells      | [ 30 ]  |
| 283 | 1971 | El vagabundo                      | Silvia Derbez         | Sonia Furió           | [ 31 ]  |
| 284 | 1971 | Velo de novia                     | Janete Clair          | Ernesto Alonso        | [ 32 ]  |
| 285 | 1972 | Aquí está Felipe Reyes            | Antonio Medellín      | Miko Vylla            | [ 33 ]  |
| 286 | 1972 | El carruaje                       | Glória Magadan        | Rafael Banquells      | [ 34 ]  |
| 287 | 1972 | El edificio de enfrente           | Julio Porter          | Guillermo Diazayas    | [ 35 ]  |
| 288 | 1972 | Las fieras                        | Luisa Xamar           | Alfredo Saldaña       | [ 36 ]  |
| 289 | 1972 | Las gemelas                       | Martha Zavaleta       | Ernesto Alonso        | [ 37 ]  |
| 290 | 1972 | Me llaman Martina Sola            | Claudia Islas         | Arturo Salgado        | [ 38 ]  |
| 291 | 1972 | La señora joven                   | María Luz Perea       | Julio Castillo        | [ 39 ]  |
| 292 | 1973 | Amaras a tu prójimo               | Luz María Aguilar     | Luis Vega             | [ 40 ]  |
| 293 | 1973 | Cartas sin destino                | Julio Alejandro       | Julio Castillo        | [ 41 ]  |
| 294 | 1973 | Entre brumas                      | Fernanda Villeli      | Julio Castillo        | [ 42 ]  |
| 295 | 1973 | La hiena                          | Caridad Bravo Adams   | Ernesto Alonso        | [ 43 ]  |
| 296 | 1973 | El honorable Sr. Valdés           | Mimí Bechelani        | Manolo García         | [ 44 ]  |
| 297 | 1973 | Los que ayudan a Dios             | Mimí Bechelani        | Luis Vega             | [ 45 ]  |
| 298 | 1973 | Mi primer amor                    | Mimí Bechelani        | Antulio Jimenéz Pons  | [ 46 ]  |
| 299 | 1973 | Mi rival                          | Inés Rodena           | Valentín Pimstein     | [ 47 ]  |
| 300 | 1973 | Los miserables                    | David Antón           | Antulio Jimenéz Pons  | [ 48 ]  |
| 301 | 1973 | Nosotros los pobres               | Narciso Busquets      | Enrique Segoviano     | [ 49 ]  |
| 302 | 1973 | Penthouse                         | Julio Porter          | Raúl Araiza           | [ 50 ]  |
| 303 | 1973 | ¿Quién?                           | Silvia Derbez         | Joaquín Cordero       | [ 51 ]  |
| 304 | 1973 | La tierra                         | Marissa Garrido       | Ernesto Alonso        | [ 52 ]  |
| 305 | 1974 | Ana del aire                      | Fernanda Villeli      | Ernesto Alonso        | [ 53 ]  |
| 306 | 1974 | El chofer                         | Mimí Bechelani        | Alfredo Saldaña       | [ 54 ]  |
| 307 | 1974 | Extraño en su pueblo              | Celia Alcántara       | Julio Castillo        | [ 55 ]  |
| 308 | 1974 | Ha llegado una intrusa            | Marissa Garrido       | Manolo García         | [ 56 ]  |
| 309 | 1974 | El juramento                      | Marga López           | Guillermo Diazayas    | [ 57 ]  |
| 310 | 1974 | El manantial del milagro          | Vicente Leñero        | Julio Castillo        | [ 58 ]  |
| 311 | 1974 | Marina                            | Silvia Derbez         | Jesús Valero          | [ 59 ]  |
| 312 | 1974 | Mundo de juguete                  | Abel Santacruz        | Rafael Banquells      | [ 60 ]  |
| 313 | 1974 | Muñeca                            | Abel Santacruz        | Manolo García         | [ 61 ]  |
| 314 | 1974 | Siempre habrá un mañana           | Inés Rodena           | Arturo Salgado        | [ 62 ]  |
| 315 | 1975 | Barata de primavera               | Marissa Garrido       | Rafael Banquells      | [ 63 ]  |
| 316 | 1975 | Lo imperdonable                   | Caridad Bravo Adams   | Ernesto Alonso        | [ 64 ]  |
| 317 | 1975 | El milagro de vivir               | Angélica María        | Raúl Araiza           | [ 65 ]  |
| 318 | 1975 | Paloma                            | Marissa Garrido       | Ernesto Alonso        | [ 66 ]  |
| 319 | 1975 | Pobre Clara                       | Carmen Daniels        | Valentín Pimstein     | [ 67 ]  |
| 320 | 1975 | Ven conmigo                       | Celia Alcántara       | Luis Vega             | [ 68 ]  |
| 321 | 1976 | Los bandidos del río frío         | Julissa               | Antulio Jimenéz Pons  | [ 69 ]  |
| 322 | 1976 | Mañana será otro día              | Marissa Garrido       | Ernesto Alonso        | [ 70 ]  |
| 323 | 1976 | Mi hermana la nena                | Blanca Sánchez        | Rafael Banquells      | [ 71 ]  |
| 324 | 1976 | Mundos opuestos                   | Marissa Garrido       | Ernesto Alonso        | [ 72 ]  |
| 325 | 1977 | Acompáñame                        | Carlos Olmos          | Luis Vega             | [ 73 ]  |
| 326 | 1977 | Corazón salvaje                   | Caridad Bravo Adams   | Alfredo Saldaña       | [ 74 ]  |
| 327 | 1977 | Dos a quererse                    | Thelma Biral          | Roberto Denis         | [ 75 ]  |
| 328 | 1977 | Humillados y ofendidos            | Carmen Daniels        | Rafael Banquells      | [ 76 ]  |
| 329 | 1977 | Marcha nupcial                    | Inés Rodena           | Noé Alcántara         | [ 77 ]  |
| 330 | 1977 | Pacto de amor                     | Marissa Garrido       | Ernesto Alonso        | [ 78 ]  |
| 331 | 1977 | Rina                              | Inés Rodena           | Rafael Banquells      | [ 79 ]  |
| 332 | 1977 | La venganza                       | Inés Rodena           | Rafael Banquells      | [ 80 ]  |
| 333 | 1977 | Yo no pedí vivir                  | Celia Alcántara       | Miguel Córcega        | [ 81 ]  |
| 334 | 1978 | Ardiente secreto                  | Charlotte Brontë      | Julián Pastor         | [ 82 ]  |
| 335 | 1978 | Cartas para una víctima           | Alfredo Saldaña       | Ernesto Alonso        | [ 83 ]  |
| 336 | 1978 | Doménica Montero                  | Inés Rodena           | Lorenzo de Rodas      | [ 84 ]  |
| 337 | 1978 | Donde termina el camino           | Maricruz Olivier      | Antulio Jimenéz Pons  | [ 85 ]  |
| 338 | 1978 | Gotita de gente                   | Raymundo López        | Manolo García         |         |
| 339 | 1978 | La hora del silencio              | Gloria Marín          | Tony Carbajal         | [ 86 ]  |
| 340 | 1978 | Ladronzuela                       | Gloria Marín          | Fernando Chacón       | [ 87 ]  |
| 341 | 1978 | Mamá campanita                    | Estella Calderón      | Noé Alcántara         | [ 88 ]  |
| 342 | 1978 | María José                        | Arturo Moya Grau      | Miko Vylla            | [ 89 ]  |
| 343 | 1978 | Una mujer                         | Julio Porter          | Tony Carbajal         | [ 90 ]  |
| 344 | 1978 | Muñeca rota                       | Norma Herrera         | Raúl Araiza           | [ 91 ]  |
| 345 | 1978 | No todo lo que brilla es oro      | María Rojo            | Luis Torner           | [ 92 ]  |
| 346 | 1978 | Pasiones encendidas               | Fernanda Villeli      | Alfredo Saldaña       | [ 93 ]  |
| 347 | 1978 | Pecado de amor                    | Marissa Garrido       | Ernesto Alonso        | [ 94 ]  |
| 348 | 1978 | Rosalía                           | Lilia Michel          | Noé Alcántara         | [ 95 ]  |
| 349 | 1978 | Rosario de amor                   | Pedro Armendáriz Jr.  | Enrique Gómez Vadillo | [ 96 ]  |
| 350 | 1978 | Santa                             | Federico Gamboa       | Miguel Sabido         | [ 97 ]  |
| 351 | 1978 | Un original y veinte copias       | Julio Porter          | Paty Juarez           | [ 98 ]  |
| 352 | 1978 | Viviana                           | Inés Rodena           | Rafael Banquells      | [ 99 ]  |
| 353 | 1978 | La trampa                         | Inés Rodena           | Ernesto Alonso        | [ 100 ] |
| 354 | 1979 | El amor llegó más tarde           | Carlos Olmos          | Miguel Sabido         | [ 101 ] |
| 355 | 1979 | Amor prohibido                    | Fernanda Villeli      | Alfredo Saldaña       | [ 102 ] |
| 356 | 1979 | Añoranza                          | Mimí Bechelani        | Martha Zavaleta       | [ 103 ] |
| 357 | 1979 | Bella y Bestia                    | Carlos Ancira         | Alfredo Saldaña       | [ 104 ] |
| 358 | 1979 | El cielo es para todos            | Fernanda Villeli      | Ricardo Blume         |         |
| 359 | 1979 | Cumbres Borrascosas               | Charlotte Brontë      | Ernesto Alonso        | [ 105 ] |
| 360 | 1979 | Elisa                             | Raquel Olmedo         | José Morris           | [ 106 ] |
| 361 | 1979 | El enemigo                        | Raquel Olmedo         | Ernesto Alonso        | [ 107 ] |
| 362 | 1979 | Honrarás a los tuyos              | Irma Lozano           | Lorenzo de Rodas      | [ 108 ] |
| 363 | 1979 | J.J. Juez                         | Arturo Moya Grau      | Lorenzo de Rodas      | [ 109 ] |
| 364 | 1979 | Julia                             | Carlos Olmos          | Julio Castillo        | [ 110 ] |
| 365 | 1979 | Lágrimas de amor                  | Alicia Rodríguez      | Manuel Ruiz Esparza   | [ 111 ] |
| 366 | 1979 | Lágrimas negras                   | Inés Rodena           | Lorenzo de Rodas      | [ 112 ] |
| 367 | 1979 | La llama de tu amor               | Ana Martín            | Rafael Banquells      | [ 113 ] |
| 368 | 1979 | Mi amor frente al pasado          | Blanca Sánchez        | Carlos Zuñiga         | [ 114 ] |
| 369 | 1979 | Muchacha de barrio                | Fernanda Villeli      | Ernesto Alonso        | [ 115 ] |
| 370 | 1979 | Una mujer marcada                 | Sasha Montenegro      | Alfredo Saldaña       | [ 116 ] |
| 371 | 1979 | No tienes derecho a juzgarme      | Enrique Rocha         | José Morris           | [ 117 ] |
| 372 | 1979 | Parecido al amor                  | Carmen Daniels        | Julio Porter          | [ 118 ] |
| 373 | 1979 | Los ricos también lloran          | Inés Rodena           | Rafael Banquells      | [ 119 ] |
| 374 | 1979 | La señorita Robles y sus hijos    | Mauricio Herrera      | Noé Alcántara         | [ 120 ] |
| 375 | 1979 | Vamos juntos                      | Estella Calderón      | Karlos Velázquez      | [ 121 ] |
| 376 | 1979 | Verónica                          | Ricardo Blume         | Lorenzo de Rodas      | [ 122 ] |
| 377 | 1979 | Yara                              | Marissa Garrido       | Ernesto Alonso        | [ 123 ] |